# Museo Nacional de Bellas Artes (Chile)

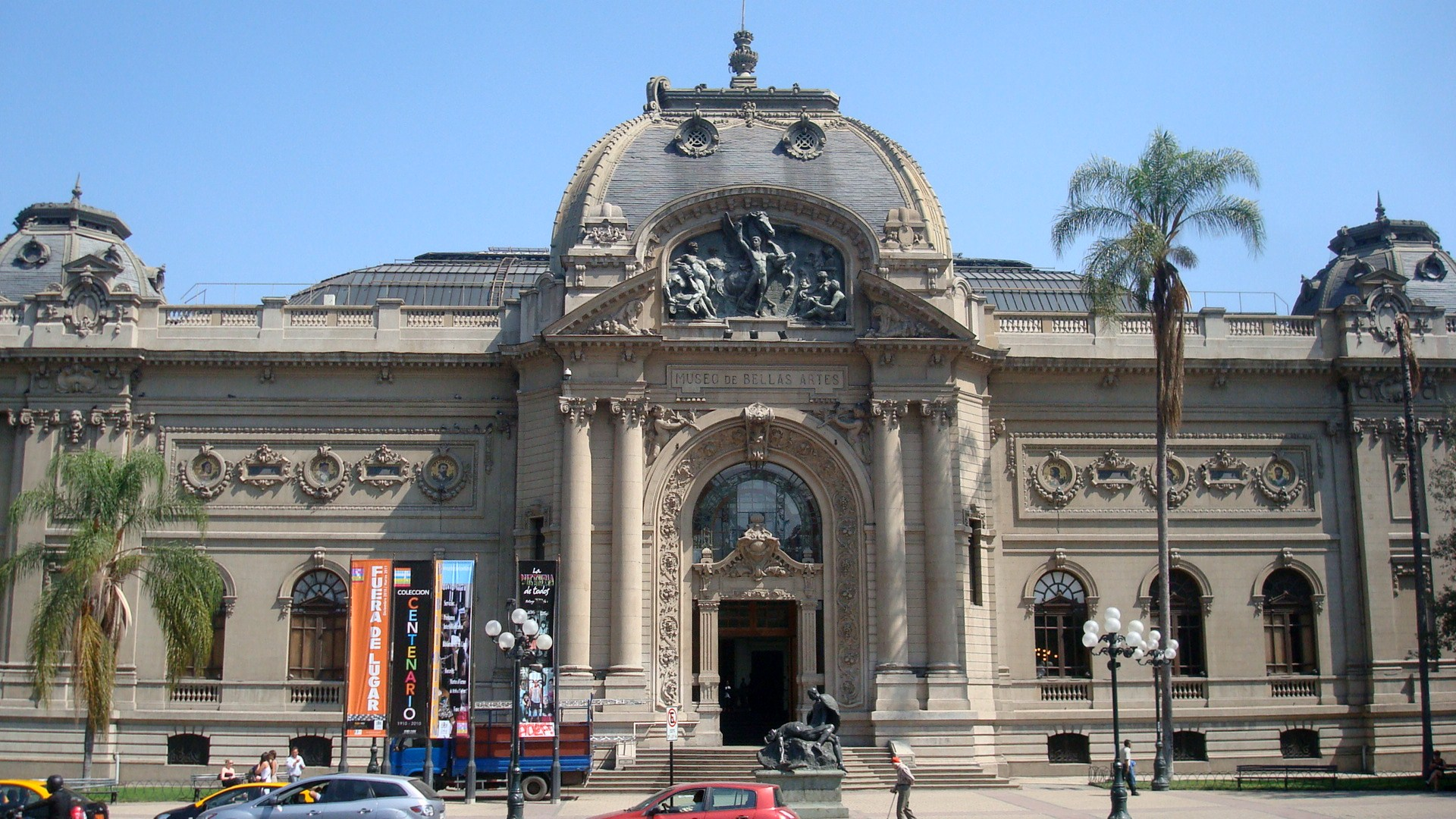
Museumsgebäude

Das Museo Nacional de Bellas Artes ist ein chilenisches Kunstmuseum in Santiago de Chile.
Es wurde am 18. September 1880 eröffnet. Der Maler Juan Mochi war der erste Präsident des Museums. Am 21. September 1910 zog das Museum in das neu in Barockstil errichtete Museumsgebäude um.